# Mister Olympia 1968
El Mister Olympia 1968 fue la 4.ª edición de la competición profesional de fisicoculturismo, organizada por la Federación Internacional de Fisicoculturismo.
Se celebró en la Academia de Música de Brooklyn, en Nueva York, Estados Unidos.

## Antecedentes
En el certamen del Mister Olympia 1968 hubo notables ausencias. Harold Poole, uno de los culturistas que se presentaría finalmente renunció después de ser ascendido al cargo de gerente en una empresa neoyorquina, por lo que no contó con el tiempo necesario para sus rutinas de entrenamiento y preparación; Dave Draper, quien por ese entonces tenía la intención de presentarse, finalmente declinó por sus actuaciones cinematográficas; Chuck Sipes, otro atleta de la época también decidió no presentarse debido a que venía de ganar otra competición y se sentía fatigado, según sus palabras, no tendría el físico para «soportar otra agotadora serie de poses», también fue aconcejado por Joe Weider. Finalmente, el austriaco Arnold Schwarzenegger, quien había anunciado su participación declinó por su participación de otro evento realizado en Londres, Inglaterra.

## Ganador
Sergio Oliva fue el único atleta que se presentó al torneo, por lo que fue declarado ganador por incomparecencia. Ante la ausencia de los demás, Oliva realizó las clásicas poses para los espectadores que asistieron al evento. Además le fue entregado por Joe Weider un cheque por 1000 dólares y el trofeo en físico que lo acreditaba campeón.
Este triunfo significó el segundo reinado consecutivo para el fisicoculturista cubano, quien venía de ganar la competición en la edición de 1967, después de vencer a Harold Poole, Chuck Sipes y Dave Draper.
| Posición | Culturista   |
| -------- | ------------ |
| 1        | Sergio Oliva |